# 伊斯法罕理工大学
伊斯法罕理工大学（英語：Isfahan University of Technology，简称IUT；波斯語：‎）是伊朗伊斯法罕市附近的一所公立大学。该大学由 14 个院系组成，共有约 11,000 名学生和 600 名教职员工。IUT 提供本科、研究生和博士课程，涵盖四大学科：工程学、基础科学、农业和自然资源。

## 概述
伊斯法罕理工大学，于1977年开始学术活动。位于该国中部，总面积2300公顷。其中，400 公顷的面积专用于主校区。主校区像一个小镇，包括所有教学或研究大楼以及容纳5000多名学生的现代化宿舍和为教职员工提供半独立式住宅的住宅区。为了方便学生和教职员工，IUT还在校园内提供健康服务中心、购物、体育和娱乐中心。由于它位于工业综合体的中心，因此为加强伊斯法罕市和伊朗的工业发展提供了机会。
伊斯法罕理工大学共有14个学院，包括建筑学院、化学工程学院、土木工程学院、计算机科学与工程学院、电子工程学院、机械工程学院、材料科学与工程学院、数学学院、物理学院、环境工程学院、化学学院、农业与自然资源学院、地质工程学院和管理学院。该大学还设有研究生院和博士生院。
伊斯法罕理工大学提供本科、硕士和博士学位课程。该大学的本科课程以理工科为主，还开设少量人文社科课程。硕士和博士课程主要以理工科为主，也开设少量人文社科课程。

## 历史
该大学成立于 1974 年，并于 1977 年招收第一批学生。它的前身是阿里亚梅尔理工大学（现为谢里夫理工大学）伊斯法罕分校，当地著名且德高望重的 博罗曼德（Boroumand ）家族向该大学捐赠了约 200 万平方米的土地作为校区；该大学在伊朗伊斯兰革命后更名伊斯法罕理工大学。由于该国的政治变化， 该机构成为中东最大大学的计划未能实现。

## 学术研究活动和设施
该大学设有信息与通信技术研究所和水下研究与开发中心（Esfahan Underwater Research Centre），其中进行了伊朗第一个国家雷达项目以及第一艘伊朗潜艇的设计和实施。
伊斯法罕理工大学被伊朗科学技术部指定为风险管理和自然灾害、环境纳米技术、钢铁技术、代数科学、传感器和绿色化学、土壤和水污染以及油籽作物领域的研究中心。
2011年，该大学推出了一台超级计算机。它由伊斯法罕理工大学的科学家制造，跻身世界最快的500强之列。它具有每秒34万亿次运算的计算能力，其图形处理单元每100秒能够执行超过320亿次运算。

## 排名
泰晤士高等教育世界大学排名2019年为601位，2023年为1001。

## 期刊
该大学拥有以下伊朗学术期刊：
- 工程先进材料科学研究杂志（نشریه علمی پژوهشی مواد پیشرفته در مهندسی）
- 应用生态学科学研究杂志
- 伊朗焊接科学与技术科学研究杂志
- 伊朗物理研究杂志
- 农产品及园艺产品生产加工学报
- 应用生态学科学研究杂志
- 温室作物科学技术杂志
- 植物过程与功能杂志
- 水土科学杂志（نشریه علوم آب و خاک）
- 伊朗国际钢铁协会杂志（英语）（International Journal of Iron & Steel Society of Iran）

## 知名校友
- 穆罕默德·礼萨·阿里夫。是一位伊朗学者、电气工程师和政治家。
- 穆罕默德·哈塔米。1994年之前是伊斯法罕科技大学的教员。

- 穆罕默德·塔比比安（Mohammad Tabibian）。伊朗经济学家，也是伊朗最重要的改革家之一。[5]伊朗第一个五年计划（1989-1993 年）和第二个五年计划（1994-1998 年）制定小组的负责人。